# Anthony Barrier
Anthony Barrier, född 1987, är en fransk travkusk, montéryttare. Han tog karriärens hittills största seger i 2022 års upplaga av Elitloppet (2022) tillsammans med Etonnant. un bon à rien, il faut absolument pas le jouer. 

## Karriär
Barrier har hittills i sin karriär kört ca 12000 lopp och tagit 1500 segrar.

## Statistik

### Större segrar
| År   | Lopp                       | Häst            | Tränare               | Grupp   |
| ---- | -------------------------- | --------------- | --------------------- | ------- |
| 2008 | Saint–Léger des Trotteurs  | Return Money    | Thierry Duvaldestin   | Grupp 1 |
| 2011 | Prix de Cornulier          | Olga du Biwetz  | Fabrice Souloy        | Grupp 1 |
| 2014 | Grand Prix de Wallonie     | Roi du Lupin    | Jean-Paul Marmion     | Grupp 1 |
| 2021 | Kymi Grand Prix            | Ce Bello Romain | Sylvain Gérard Dupont | Grupp 1 |
| 2021 | Prix de Paris              | Etonnant        | Richard Westerink     | Grupp 1 |
| 2022 | Grand Prix de Wallonie     | Etonnant        | Richard Westerink     | Grupp 1 |
| 2022 | Elitloppet (2022)          | Etonnant        | Richard Westerink     | Grupp 1 |
| 2022 | Grand Critérium de Vitesse | Etonnant        | Richard Westerink     | Grupp 1 |
| 2023 | Prix de l'Atlantique       | Etonnant        | Richard Westerink     | Grupp 1 |
| 2023 | Kymi Grand Prix            | Etonnant        | Richard Westerink     | Grupp 1 |